# Nacionalno prvenstvo ZDA 1923
Nacionalno prvenstvo ZDA 1923 v tenisu.

## Moški posamično
Bill Tilden :  Bill Johnston  6-4 6-1 6-4

## Ženske posamično
Helen Wills Moody :  Molla Bjurstedt Mallory  6-2, 6-1

## Moške dvojice
Bill Tilden /  Brian Norton :  Richard Norris Williams /  Watson Washburn 3–6, 6–2, 6–3, 5–7, 6–2

## Ženske dvojice
Kitty McKane /  Phyllis Howkins Covell :  Hazel Hotchkiss Wightman /  Eleanor Goss 2–6, 6–2, 6–1

## Mešane dvojice
Molla Bjurstedt Mallory /  Bill Tilden :  Kitty McKane /  John Hawkes 6–3, 2–6, 10–8